# Главни штаб Српске војске Крајине
Главни штаб Српске војске Крајине је био средишње тијело војне команде и главно тијело оперативног управљања Српске војске Крајине. Формиран је 16. октобра 1992. године, а његове активности су почеле 27. новембра исте године. Током свог постојања, Главни штаб је имао константне проблеме са особљем. Сједиште штаба је било у Книну.
Главни штаб СВК састојао се из сектора оперативних дејстава, сектора информација, питања религије и правде, сектора за логистичку подршку, сектора безбједности, сектора обавјештајства, сектора РВиПВО, сектора регрутација и мобилизације, као и инспектората војске.
Под непосредни надозом Главног штаба су били:
- 2. гардијска моторизована бригада
- 105. авијацијска бригада,
- 44. артиљеријско-ракетна бригада ПВО,
- 75. мјешовита артиљеријско бригада,
- 75. позадинска база,
- Тренинг центар „1300 каплара”,
- Батаљон војне полиције,
- Батаљон везе,
- Дом Војске
- Војна библиотека,
- Војни оркестар,
- Тренинг центар „Алфа”.

Са друге стране, у Главном штабу је постојала заједничка команда, која је координирала активностима свих одјељења. Они су били под командом генерал-мајора Борислава Ђукића (1993–1994) и Душана Лончара (1994–1995).

## Начелници штаба
| Слика           | Командант                                | Преузео дужност    | Напустио дужност  | Време на дужности |
| --------------- | ---------------------------------------- | ------------------ | ----------------- | ----------------- |
| Миле Новаковић  | генерал-мајор Миле Новаковић (1950—2015) | 27. новембар 1992. | 22. фебруар 1994. | 1 година, 87 дана |
| Милан Челекетић | генерал-мајор Милан Челекетић (1946—-)   | 22. фебруар 1994.  | 17. мај 1995.     | 1 година, 84 дана |
| Миле Мркшић     | генерал Миле Мркшић (1947—2015)          | 17. мај 1995.      | 7. август 1995.   | 82 дана           |